# Hugo Reuter
Hugo Reuter (* 11. April 1930 in Celle; † 15. November 2021) war ein deutscher Politiker (SPD) und Mitglied des Niedersächsischen Landtages.
Hugo Reuter war Gewerkschaftssekretär und Geschäftsstellenleiter der IG Bergbau und Energie in Celle.
Reuter gehörte dem Rat der Gemeinde Eschede von 1964 bis 1991 an, von 1964 bis 1972 war er Bürgermeister der Gemeinde. Ab 1967 gehörte er auch dem Rat der Samtgemeinde Eschede an. Von 1968 bis 1991 war er Mitglied des Kreistags, dort war er zeitweise Fraktionsvorsitzender der SPD sowie stellvertretender Landrat des Landkreises Celle. Vom 29. Januar 1974 bis 20. Juni 1974 war er Mitglied des Niedersächsischen Landtages (7. Wahlperiode).